# Gerard Boots
Gerard Marie Boots (Horst, 27 februari 1929 – Roermond, 30 juli 1990) was een Nederlands politicus van de KVP en later het CDA.
Hij begon eind 1959 zijn ambtelijke loopbaan bij de gemeente Kerkrade en was waarnemend chef van de afdeling inspectie gemeentefinanciën voor hij in 1966 beheerder werd van de Rodahal. Boots was bij die gemeente als referendaris ook directeur van de gemeentelijke dienst voor jeugd, cultuur en recreatie voor hij in juli 1977 benoemd werd tot burgemeester van Swalmen. Tijdens dat burgemeesterschap overleed hij 13 jaar later op 61-jarige leeftijd in het Sint Laurentiusziekenhuis van Roermond. Het Burgemeester Boots College in Swalmen en Reuver is naar hem vernoemd.